# Paléo (revue)
Pour les articles homonymes, voir Paléo.
Paléo est une revue scientifique annuelle spécialisée dans l'archéologie préhistorique, éditée aux Eyzies-de-Tayac-Sireuil, en Dordogne.

## Présentation
La revue, fondée en 1989, accueille, sans limitation de champ géographique, toute contribution traitant des paléopopulations, activités humaines et comportements, paléoenvironnements physique et biologique, chronologie et datation numérique, stratigraphie (lithostratigraphie et biostratigraphie), géoarchéologie, art paléolithique, paléoanthropologie, étude des industries, archéologie expérimentale, ethnoarchéologie, processus de formation des sites, méthodologie, conservation et préservation des vestiges de tout type.
Paléo se compose de divers supports : un bulletin périodique annuel comportant des articles originaux d’intérêt national et international et des suppléments non soumis à périodicité (actes de colloque, thèses, monographies, etc.).

## Divers
Paléo est une revue disponible en accès libre sur le portail OpenEdition Journals.

Elle applique les recommandations du Lexique des règles typographiques en usage à l'Imprimerie nationale.